# Khoroo
Khoroo (Tiếng Mông Cổ: хороо, horoo) là một đơn vị hành chính tại Ulaanbaatar, thủ đô Mông Cổ. Thuật ngữ này có thể tương đương với "phường" tại Việt Nam. Một khoroo sẽ trực thuộc một düüreg (quận).
Cho đến trước năm 2007, có 121 khoroo tại thủ đô, và đến năm 2007 con số này đã tăng lên 132 . Mỗi một khoroo được nhận dạng bằng tên düüreg trực thuộc cộng với số nhận dạng, mặc dù một số vẫn có thể có tên riêng (ví dụ Narnii zam 13 hay Rashaantiin 18).

## Danh sách Khoroo
| Düüreg            | Khoroo |
| ----------------- | --- |
| Bagakhangai       | 1 & 2 |
| Baganuur          | 1, 2, 3, & 4 |
| Bayangol          | 1, 2, 3, 4, 5, 6, 7, 8, 9, 10, 11, 12, 13, 14, 15, 16, 17, 18, 19, 20, 21, 22, & 23                                     |
| Bayanzürkh        | 1, 2, 3, 4, 5, 6, 7, 8, 9, 10, 11, 12, 13, 14, 15, 16, 17, 18, 19, 20, 21, 22, 23, 24, 25, 26, 27, & 28                 |
| Chingeltei        | 1, 2, 3, 4, 5, 6, 7, 8, 9, 10, 11, 12, 13, 14, 15, 16, 17, 18, & 19                                                     |
| Khan Uul          | 1, 2, 3, 4, 5, 6, 7, 8, 9, 10, 11, 12, 13, 14, 15, & 16                                                                 |
| Nalaikh           | 1, 2, 3, 4, 5, 6, & 7                                                                                                   |
| Songino Khairkhan | 1, 2, 3, 4, 5, 6, 7, 8, 9, 10, 11, 12, 13, 14, 15, 16, 17, 18, 19, 20, 21, 22, 23, 24, 25, 26, 27, 28, 29, 30, 31, & 32 |
| Sükhbaatar        | 1, 2, 3, 4, 5, 6, 7, 8, 9, 10, 11, 12, 13, 14, 15, 16, 17, 18, 19, & 20                                                 |
| Tổng              | 151 |